# Gang braci
Gang braci – amerykańsko-niemiecki film kryminalny z 2002 r. w reżyserii Scotta Kalverta.

## Opis fabuły
Brooklyn, lata 50. XX w. Dwaj bracia Leon i Bobby są członkami gangu Deuces. Kilka lat wcześniej ich brat został zamordowany przez handlarzy narkotyków. Od tej pory obaj walczą z dilerami i chcą ich wygonić z dzielnicy, ale konkurencyjny gang psuje ich plany. Jakby było mało kłopotów, Bobby zakochuje się w Annie, dziewczynie swojego głównego wroga...

## Obsada
- Stephen Dorff - Leon
- Brad Renfro - Bobby
- Fairuza Balk - Annie
- Norman Reedus - Marco
- Max Perlich - Freddie
- Drea de Matteo - Betsy
- Vincent Pastore - Ojciec Aldo
- Frankie Muniz - Scooch
- Balthazar Getty - Jimmy Pockets
- Nancy Cassaro - Esther
- Matt Dillon - Fritzy
- Debbie Harry - Wendy
- James Franco - Tino
- Joshua Leonard - Punchy
- Alba Albanese - Brenda
- Danny Cistone - Mały Jack
- Louis Lombardi - Philly Babe
- Johnny Knoxville - Vinnie Fish
- Mel Rodriguez - Big Dom
- inni